# 간몬 국도 터널
간몬 국도 터널(일본어: 関門国道トンネル)은 야마구치현 시모노세키시와 후쿠오카현 기타큐슈시를 사이에 둔 국도 제2호선 전용 터널이다. 그러나 산요 본선에 놓여 있는 동명의 터널인 간몬 터널 (산요 본선)과는 거의 별개의 터널로 취급받고 있는 국도 터널이기도 하다. 따라서 명칭상 그냥 간몬 터널(関門トンネル)이라고도 지칭한다.

## 개요
간몬 해협의 아래에 굴착되어 있는 터널로, NEXCO 규슈 지사에서 관장받고 있는 유료 도로의 터널로 구성되어 있다. 또 철도 전용 터널도 2개가 병설되어 있으며 하나는 산요 본선 전용인 간몬 터널 (산요 본선)과 산요 신칸센의 신칸몬 터널도 놓여 있다. 따라서 간몬 해협 해저의 아래로 뚫어 놓은 터널 3개 중의 하나로, 해당 해협을 관통시키고 있는 도로 전용 터널로는 이 터널이 유일하다.
1958년 개통 이후 당 터널 내에서 사람들이 쉽게 걸을 수 있는 인도 터널도 함께 병설되어 있고, 일본도로공단 등의 민영화에 따른 관련 시행법 제26조에 통행료는 유지관리유료제도를 근거하여 징수되고 있지만, 요금 징수 시한은 따로 설정시키지 않는다.
야마구치현과 후쿠오카현의 현경을 이루고 있는 간몬 해협 밑의 해저 56 m는 차도를 해저 58 m는 인도를 각각 이룬다.

## 통행료
통행료는 다음과 같이 징수된다.
- 보통 차량 : 160엔
- 중형 차량 : 210엔
- 대형 차량 : 260엔
- 특대형 차량 : 420엔
- 경차 외 : 110엔
- 125cc 이하의 이륜자동차 : 20엔
- 무료로 통행 가능한 경우 : 보행자, 50cc 이하의 원동기장치자전거 등

## 주요 구간
차로
- 기점 : 야마구치현 시모노세키시 무코노초 2초메
- 종점 : 후쿠오카현 기타큐슈시 모지구 히가시모지 1초메
- 총 연장 : 3,461 m (그 중 해저 부분은 780 m)

인도
- 기점 : 야마구치현 시모노세키시 미모스소가와초 (국도 제9호선과 접촉)
- 종점 : 후쿠오카현 기타큐슈시 모지구 모지 (후쿠오카현도 제261호선과 접촉)
- 총 연장 : 780 m
- 통행 시간 : 오전 6시 ~ 밤 10시
- 요금 : 보행자는 무료, 경차 및 원동기장치 자전거 등은 20엔으로, 10엔 짜리 동전 2개만 지불해야 함.

## 교통량
교통량은 24시간을 기준으로 하며, 단위는 대(台)이다.
| 구간                            | 2005년 (헤이세이 17년) | 2010년 (헤이세이 22년) | 2015년 (헤이세이 27년) |
| ------------------------------- | ---------------------- | ---------------------- | ---------------------- |
| 시모노세키 요금소 ~ 모지 요금소 | 34,017                 | 정보가 없음（※）       | 28,397                 |

(※) 2010년(헤이세이 22년)에는 리플레시 공사에 따라 조사하지 않는 것으로 보이게 된다.

## 접촉하는 도로 및 주요 시설
2번 국도의 야마구치·히로시마 방향(도쿄, 오사카 방면)으로 향하는 기준이 시점이고, 2번 국도(3번 국도와 접촉)의 후쿠오카·고쿠라기타 방향으로 향하는 지점을 종점으로 한다.
시모노세키시
- 시모노세키 요금소 : 야마구치현도 제258호선
- 시모노세키 요금소 출입구 간몬 플라자(일본어판) : 국도 제9호선[2]

기타큐슈시 모지구
- 모지 측 인도 출입구 : 후쿠오카현도 제261호선[3]
- 모지 휴게소 : 2006년 폐지
- 모지 요금소 : 접촉 가능한 도로가 없음

## 교통
교통은 주로 인도 터널에 대한 접근성에 한하여 기술한다.
- 혼슈 측 - 산덴 교통 미모스소가와 정류장에 하차 가능.
- 규슈 측 - 니시테쓰 버스 기타큐슈 인도 출입구 버스 정류장에 하차 가능. 또는 헤이세이 지쿠호 철도 모지코 레트로 관광 선(일본어판, 중국어판) 간몬가이쿄메카리 역(일본어판)을 통해 도보로 10분이면 바로 접근 가능

## 발행물
- 1958년 3월 9일, 간몬 터널 관련 기념 우표(영어판)를 1종[4]만 발행함.

## 같이 보기
- 간몬 터널
- 간몬 교